# August Strindbergs prosa
August Strindbergs prosa utgörs av ett antal romaner och novellsamlingar, till vilket kan fogas hans sakprosa och essäistik (bland annat journalistik och brev). Gränsen mellan genrerna är ofta svår att dra; flera romaner saknar ett enhetligt händelseförlopp, och med avseende på innehållet arbetar Strindberg ofta med blandformer. 
Strindberg förnyade den svenska prosan genom att ersätta det deklamatoriska och retoriska språket i tidigare prosa med talspråk och skarpa iakttagelser direkt från vardagen.

## De tidiga novellerna
Strindbergs första bok var novellsamlingen Från Fjärdingen och Svartbäcken från 1877 som skildrar studentlivet i Uppsala. Dock hade han då under fem års tid publicerat ett antal noveller i tidningar och tidskrifter. Tillsammans med Från Fjärdingen och Svartbäcken kom dessa senare att infogas i samlingsvolymen I vårbrytningen. 
I Strindbergs tidiga noveller kan man redan se många av de motiv som det senare författarskapet kommer att utveckla. Studentskildringarna har en satirisk ton, men också naturalistisk exakthet i detaljerna. Skildringarna av staden och skärgården visar på en stor språklig medvetenhet. En samtida recensent talade uppskattande om Strindbergs förmåga att "genom pointering af några små detaljer åstadkomma en totalstämning". Även hans prosa med historiska motiv finns företrädd, med det tidiga försöket "Ån Bogsveigs saga".

## Samhällskritiska stockholmsskildringar
Strindbergs första roman, Röda rummet, kom också att bli författarens genombrott. Han ger en bild av stat, kyrka, skola, press, näringsliv och andra samhällsinstitutioner, som präglade av girighet och missförhållanden. Det korrupta samhället ses genom den "oförstörde" ynglingen Arvid Falks ögon. Strindbergs är här att betrakta som realist, och man har ofta framhållit Dickens och Balzac som inspirationskällor, men intryck kom även från de naturalistiska strömningar som utgått från bland andra bröderna Goncourt. Romanen har en tämligen uppbruten komposition, och Strindberg diskuterade själv möjligheten att lyfta ut enskilda "enskilda scener och tavlor" och publicera separat. Boken blev när den utkom 1879 en stor framgång, trots till största delen negativa recensioner. Oavsett värderingen av det politiska innehållet var de flesta eniga om Strindbergs förmåga att teckna miljöer. Hans skildring av Stockholm hör fortfarande till de mest uppskattade:
| ”                                | Men solen stod över Liljeholmen och sköt hela kvastar av strålar mot öster; de gingo genom rökarne från Bergsund, de ilade fram över Riddarfjärden, klättrade upp till korset på Riddarholmskyrkan, kastade sig över till Tyskans branta tak, lekte med vimplarne på Skeppsbrobåtarne, illuminerade i fönstren på Stora Sjötullen, eklärerade Lidingöskogarne och tonade bort i ett rosenfärgat moln, långt, långt ut i fjärran, där havet ligger. Och därifrån kom vinden, och han gjorde samma färd tillbaka, genom Vaxholm, förbi fästningen, förbi Sjötulln, utmed Siklaön, gick in bakom Hästholmen och tittade på sommarnöjena; ut igen, fortsatte och kom in i Danviken, blev skrämd och rusade av utmed södra stranden, kände lukten av kol, tjära och tran, törnade mot Stadsgården, for uppför Mosebacke, in i trädgården och slog emot en vägg. | „ |
| – August Strindberg, Röda rummet | |   |

Syftet att i satirens form peka på missförhållanden är tydligare i Det nya riket, utgiven 1882, en samling noveller med inslag av pamflett. Kritiken tar ofta form av porträtt, som ofta lånat drag ifrån verkliga personer, något som provocerade hans samtid. Detta gällde inte minst kapitlet Moses, som bär prägel av författarens antisemitiska åsikter vid denna tid (se Strindbergs antisemitism). 
Strindberg kom senare att beskriva sin teknik att använda verkliga modeller. Han menar att det är oproblematiskt så länge man inte känner till förebilderna: "Men, man kan även göra författaren mycken orätt med att peka på förebilderna, ty författaren kan ha tagit endast några drag av modellen och sedan arbetat ut en figur efter sitt huvud. När jag stått som anklagad och man förevitat mig ha 'ritat av' den och den, så har jag oftast genmält: 'Därpå kan jag svara både ja och nej, utan att ljuga. Det är så, och det är icke så.'" 

Strindberg återupptog sin tidigare roll som samhällskritiker åren efter 1900 med romanen Götiska rummen, utgiven 1904. Boken är menad som en fortsättning på Röda rummet, och några av karaktärerna från ungdomsverket förekommer, fast åldrade. Däribland syns Arvid Falk, som tydligare än tidigare kan identifieras med Strindberg själv. Emellertid fick romanen ett relativt negativt bemötande, även av dem som uppskattat Röda rummet. Man menade att den äldre bokens friska stil förbytts i bitterhet, och störde sig på vad man uppfattade som misogyni. Denna uppfattning har dominerat även i senare tid, även om man funnit enskilda stycken lyckade. 
Om Strindbergs användande av verkliga personer som modeller för de satiriska verkens karaktärer inte varit entydig, så är Svarta fanor (skriven 1904, utgiven 1904) uppenbart menad som en nyckelroman. Mest berömda är nidbilderna av Karl Warburg ("professor Stenkåhl), Ellen Key ("Hanna Paj") och Gustaf af Geijerstam ("Zachris"). "Lille Zachris" är en novell av E.T.A. Hoffmann, men Zachris alluderar också till Zacharias Topelius. Strindberg betraktade dessa sina fiender som representanter för en utbredd ateism, och när En blå bok, där Strindberg utvecklar sin religiösa livssyn, utgavs, lanserades den som en kommentar till Svarta fanor. Det man sett som etiskt problematiskt med Götiska rummen gäller i högre grad för Svarta fanor, men just för sin överdrivna ton, samt för rent litterära kvaliteter, räknas boken av många som en klassiker, också personer som inte delar Strindbergs åsikter.

## Äktenskapsdebatt i novellform
Dåtidens feminism är ett återkommande tema i Strindbergs författarskap. Han gick i polemik mot både sedlighetsvänner och, som han såg det, alltför radikala jämlikhetsidéer: bland annat var han starkt kritisk till Ibsens drama Ett dockhem. Strindbergs inlägg i debatten blev novellsamlingen Giftas från 1884, där bland annat novellen "Ett dockhem" riktar sig mot Ibsen. Om det alltså går att se vissa av novellerna som tendenslitteratur präglas dock samlingen som helhet av en vilja att gestalta sinsemellan mycket olika öden som kan drabba gifta eller förlovade par. I en fiktiv intervju som inleder samlingen klargör Strindberg denna intention i kontrast mot Ibsen och Anne Charlotte Edgren: "Jag hade nämligen för avsikt att skildra ett rätt stort antal fall, vanliga fall, av förhållandet mellan man och hustru, ville icke skildra fyra undantagsfall som fru Edgren, eller ett Vidunders fall som Ibsen, vilka sedan tagas såsom norm för alla fall." Det mest kontroversiella med boken var dock inte dess kvinnosyn. En passage om nattvarden i en av novellerna ledde till åtal för hädelse; rättegången brukar kallas Giftas-processen. En andra del utkom två år senare.
Medan Giftas genomgående utspelar sig i Sverige, är berättelserna i Utopier i verkligheten, som utkom 1885, alla förlagda i utlandet. Även här gestaltas förhållandet mellan man och kvinna utifrån ett perspektiv som väger in de samhälleliga faktorerna, inte minst ekonomi. Strindberg tar i detta verk ställning för socialism tydligare än i något annat av hans skönlitterära verk. Hans politiska åsikter vid denna tid ligger nära de ryska narodnikernas idéer.

## Historiska berättelser
Inspirerad av sina historiska studier påbörjade Strindberg 1882 en serie noveller med historiska motiv, som fick namnet Svenska öden och äventyr. Serien utgavs häftesvis och i olika upplagor fram till att den avslutades 1905. Från början präglades novellerna av den (mot Erik Gustaf Geijer kritiska) historiesyn uttryckt i studien Svenska folket, enligt vilken man skulle flytta fokus från makthavarna mot de breda folklagren. Redan här märktes dock även en samhällskritisk tendens riktade mot författarens samtid. Efterhand kom Strindberg att utnyttja historienovellens form till helt andra syften än att levandegöra det förflutna. Detta gäller till exempel den kontroversiella novellen Tschandala, som har sin upprinnelse i en episod ur Strindbergs liv. 
I början av 1900-talet intresserade sig Strindberg för de större historiska perspektiven. Han skriver i ett brev att han nu kallar sig "synkretist och providentialist = Den Medvetna viljan upptäckt i verldshistorien". Han sökte gestalta denna nyvunna inställning konstnärligt, men var villrådig om vilken form han skulle välja. I dramatiken blev resultatet Den världshistoriska trilogin, inom prosan novellsamlingen Historiska miniatyrer från 1905, som enligt Strindbergs grandiosa planer skulle omfatta hela världshistorien. Han tröttnade dock tämligen snabbt på projektet. 
Året därefter, 1906 återvände Strindberg till den svenska historien med Nya svenska öden, som sträcker sig från en mytisk forntid fram till och med 1600-talet. Samlingen skiljer sig tydligt från de tidigaste historiska novellerna i det att det framför allt är regenternas öden som utgör stoffet.

## Skärgårdsskildringar
Strindberg tillbringade många somrar på Kymmendö i Stockholms skärgård och skrev mycket om skärkarlens liv: Från den relativt ljusa romanen Hemsöborna 1887, via novellsamlingen Skärkarlsliv året efter, till romanen I havsbandet 1890, som skulle visa skärgårdens "slagskuggor". Skärgårdsberättelserna brukar oftast tolkas som gestaltande motsättningar mellan stad/civilisation och landsbygd/natur, en motsättning som får alltmer drastiska uttryck i berättelserna. Motiv från skärgården förekommer i många av de målningar Strindberg gjorde.

## Porträtt och skisser
Om Strindbergs styrka som prosaförfattare snarare ligger i den enskilda bilden än mer komplexa intrigkonstruktioner, är det naturligt att han ofta sökt sig till det korta formatet. Så också i de korta porträtt som (troligtvis) påbörjades 1887, under titeln Vivisektioner. I brev kallade han texterna för "en serie Psykologiska Studier" och framhöll Jean de La Bruyères Caractères som föregångare, men den sortens porträtt, som ofta har dragning åt fallstudien, låg också i tiden.
Från människan riktades blicken hösten 1888 även mot naturen, i en serie skisser som fick titeln Blomstermålningar och djurstycken. Texterna skrev Strindberg i första hand för att överleva ekonomiskt medan han översatte sina naturalistiska dramer: "Men för att få tid att öfversätta pjeserna måste jag nu i morgon börja en ny skitbok om aborrfiske, jagthistorier, trädgårdskonst o.d. till jullektyr!" Samlingen blev dock uppskattad för sin relativt positiva ton, även om vissa blev provocerade av att en av texterna gav uttryck för hundhat.

## Självbiografiska verk
Gränsen mellan vad som utgör fiktion och verklighetsåtergivning i Strindbergs verk är ofta svår att dra, även vad gäller referenser till författarens eget liv. Man kan schematiskt se en varierande skala mellan vad som utgör rent litterära konstruktioner, och vad som syftar till att framställa författaren själv - såsom han upplever sig eller vill framstå. En utpräglad självbiografi är Tjänstekvinnans son, där Strindberg i tredje person skildrar sin uppväxt och början på sin författarbana. Romanen utkom i fyra delar, alla skrivna under 1886, även om den sista delen inte utgavs förrän 1909. Att den "Johan" som skildras skall vara Strindberg själv råder knappast någon tvekan om, men liksom alla självbiografier kan man ifrågasätta dess tillförlitlighet. Gunnar Brandell påpekar att "forskningen efter hand har uppdagat en del lakuner i hans framställning. Minnesfel och minnesluckor kan påvisas, liksom fall av stilisering i litterärt syfte."
Som en del av Tjänstekvinnans son sammanställde Strindberg brevromanen Han och hon. Denna kom dock att refuseras av förlagen på grund av dess intima karaktär. Den baseras till största delen på brevväxlingen mellan Strindberg och hans första hustru Siri, som därmed kan räknas som medförfattare. 
I stället för att ge ut Han och hon, vilket verkade omöjligt, använde Strindberg den som utgångspunkt för ännu en självbiografisk roman, En dåres försvarstal, skriven på franska 1887 - 1888 och först senare översatt till svenska. Den utlämnande skildringen av äktenskapet ledde till skandal, då man ansåg att Strindberg ställde sin egen hustru i dålig dager. Allteftersom denna fråga blivit mindre relevant har Giftas och besläktade verk kommit att uppskattas just för att de, i motsats till många tidigare gestaltningar av relationer, ger en mindre förskönande, idealiserad bild av de känslor en människa kan uppleva - ett slags psykologisk realism. Även om vissa tankar som åskådliggörs är exempelvis misogyna, har man kunnat se ett värde i hur de gestaltas. Det subjektiva skrivsättet kom Strindberg att vidareutveckla i det han skrev under den så kallade infernokrisen.

## Infernokrisens prosa
År 1896 påbörjar Strindberg den så kallade Ockulta dagboken, som han skriver på fram till 1908. I den kan man följa det som kommit att kallas "infernokrisen". Mycket av det som skildras i Ockulta dagboken får en mer litterärt utvecklad gestaltning i de romaner Strindberg författar under perioden, och som alltså kan betraktas som självbiografiska. Mest känd är Inferno, skriven på franska 1897. Den skildrar ur ett subjektivt perspektiv upplevelser av att vara i konflikt med övernaturliga makter. Strindbergs förmåga att fånga upp detaljer får en ny funktion i det att han tolkar enskilda föremål och händelser som tecken, ofta i form av talmagi och liknande mystiska samband. I detta finns en affinitet med symbolismen, som var aktuell i Paris vid denna tid, men dess idéer om korrespondens utgick till viss del från Emanuel Swedenborg, som Strindberg redan var förtrogen med. 
Samma år som Inferno skrev Strindberg en fortsättningen Legender och därpå Jakob brottas, som han tänkte sig som Inferno II respektive III. Den senare blev dock aldrig avslutad, utan kallas "Ett fragment".  
När Strindberg skildrat krisens förlopp i Inferno och Legender påbörjade han en roman förlagd i dess inledning: Klostret. I ett brev uppställde Strindberg en kronologi mellan sina självbiografiska verk, där de tre delarna i Tjänstekvinnans son följdes av En dåres försvarstal varefter Klostret kom, och först därefter Inferno och Legender. Som påpekats av Barbro Ståhle Sjönell skapas kontinuitet mellan böckerna i och med namngivningen: "Trots att En dåres försvarstal (Le Plaidoyer d'un Fou) bygger på äktenskapet med Siri von Essen och Klostret på äktenskapet med Frida Uhl bär huvudpersonerna i båda romanerna samma namn: Axel och Maria." Detta grepp är ett av flera skäl att inte betrakta böckerna som rena självbiografier, utan romaner - om än med starkt självbiografiska inslag. Strindberg publicerade aldrig Klostret, utan omarbetade den till novellen "Karantänmästarens Andra Berättelse" i novellsamlingen Fagervik och Skamsund.
Till infernokrisens prosa hör delvis novellen "Silverträsket". Även om den planerades redan 1890 och handlingen i vissa avseenden liknar I havsbandet från detta år, blev den inte skriven förrän 1898. Novellen rymmer inslag som vidskepelse och tolkning av symboler, men i motsats till infernokrisens mer subjektiva verk är den skriven i tredje person.

## 1900-talets kortprosa
Förutom de större samhällskritiska romanerna utgörs Strindbergs sena prosa av kortare verk, i en ton som ofta ligger nära de kammarspel han strax därefter kom att skriva. Dessa verk har efterhand kommit att räknas till författarens främsta. Novellen, eller kortromanen, Ensam  (1903) är till stor del baserade på författarens egna erfarenheter av ensamhet och åldrande, men innehåller även fiktiva inslag. Den liknar närmast Rousseaus Den ensamme vandrarens drömmerier men också samtidens flanörlitteratur. Som vanligt kretsar mycket kring jagets konfliktfyllda relation till omvärlden, och ensamheten gestaltas följaktligen inte enbart som ett negativt tillstånd: 
Detta är slutligen ensamheten: att spinna in sig i sin egne själs silke, förpuppas och vänta på metamorfosen, ty en sådan uteblir icke. Man lever under tiden på sina upplevelser, och telepatiskt lever man andras liv. Döden och uppståndelsen; en ny uppfostran till ett okänt nytt.
Samma år utkom novellsamlingen Sagor. Även om Strindberg tidigare arbetat med sago- och fabelmotiv innebar dessa noveller något nytt. Med tydlig förankring i konstsagans tradition, inte minst H.C. Andersen och E.T.A. Hoffmann spänner samlingen samtidigt över flera av de litterära tekniker Strindberg tidigare arbetat med. Vissa av novellerna är i realistisk stil, och satiriska inslag förekommer.
År 1906 skrev Strindberg vad som kommit att betraktas som hans mest modernistiska prosaverk, berättelsen Taklagsöl. Berättelsen utgörs till största delen av en monolog där olika episoder fogats in. En planerad sådan utvikning valde Strindberg att i stället utveckla till en hel roman, Syndabocken. Denna skiljde sig dock från Taklagsöl genom sin Balzacinfluerade stil. Strindberg planerade en motsvarighet till Balzacs mänskliga komedi, där Syndabocken skulle ingå men liksom de flesta av hans mer storslagna planer genomfördes den aldrig. Syndabocken blev i stället det sista prosaverk författaren skrev.